# BirdLife Malta
BirdLife Malta ist die maltesische Natur- und Vogelschutzorganisation. Sie ist Partner von BirdLife International. Aktiv geht BirdLife Malta mit ausländischer Unterstützung gegen die traditionell verankerte, aber illegale Vogeljagd vor. Die Organisation arbeitet eng mit dem EU-LIFE-Projekt für den Mittelmeer-Sturmtaucher, mit der maltesischen Umwelt- und Planungsbehörde und dem HSBC-Fonds Cares for the Environment zusammen. Sie betreibt zwei Naturschutzgebiete, darunter das Għadira Nature Reserve.

## Marines Schutzgebiet Rdum tal-Madonna und Sturmtaucherschutz
Aufgrund einer Initiative von BirdLife Malta, der RSPB, SPEA (Vogelschutz-Vereinigungen im Vereinigten Königreich und in Portugal) sowie vier maltesischen Regierungsorganisationen startete 2006 ein vierjähriges LIFE-Natur-Projekt mit dem Ziel, den Rückgang des Mittelmeer-Sturmtauchers Puffinus yelkuan zu stoppen und umzukehren. Des Weiteren sollte öffentliche Aufmerksamkeit auf diesen Seevogel gelenkt werden und sein mariner Lebensraum genauer erforscht werden. Das Projekt konzentriert sich auf das SPA-Gebiet (Special Protection Area) Rdum tal-Madonna (besonderes Vogelschutzgebiet), das die größte Kolonie des Landes beherbergt. Mit dem Gebiet soll ein sicherer Zufluchtsort für die Sturmtaucher geschaffen werden, indem dort die Gefährdungen, die die Kolonie seit ihrer Entdeckung 1969 beeinträchtigen, reduziert werden. Die Schutzmaßnahmen haben sich auf die Kontrolle der Verluste durch Ratten konzentriert, auf die Verringerung terrestrischer und maritimer Störungen durch Licht und Lärm, auf die Eindämmung illegaler Bejagung und auf die Erforschung der Auswirkungen der Langleinenfischerei. Es werden nun mehr Mittelmeer-Sturmtaucher aus der Kolonie flügge.
Die Ökologie und Habitatpräferenzen der Mittelmeer-Sturmtaucher wurden mit hochfrequenten Sendern erfasst (Wildtier-Telemetrie). Hierbei haben Wissenschaftler entdeckt, dass diese im küstennahen Gebiet sogar bis zu 300 km auf der Suche nach Fisch zurücklegen können, wobei sie sich auf die Fischgründe in maltesischen und internationalen Gewässern konzentrieren. Die Satellitensender an den Beinen der Mittelmeer-Sturmtaucher zeigten, dass die flüggen Jungvögel selbstständig durch das östliche Mittelmeer zogen, wobei sie sich auf die Ägäis konzentrierten, aber hin und wieder auch an der Adria, der nordafrikanischen Küste und ostwärts bis zum Schwarzen Meer zu finden waren. Dank dieses Projektes wird BirdLife Malta die Ausweisung von Maltas erstem marinen SPA-Gebiet für den Mittelmeer-Sturmtaucher vorschlagen. Projektpartner dieses Projektes sind BirdLife Malta, RSPB, SPEA, das maltesische Zentrum für Fischerei und Forschung, das maltesische Militär, Heritage Malta und Transport Malta.